# Saltimbocca

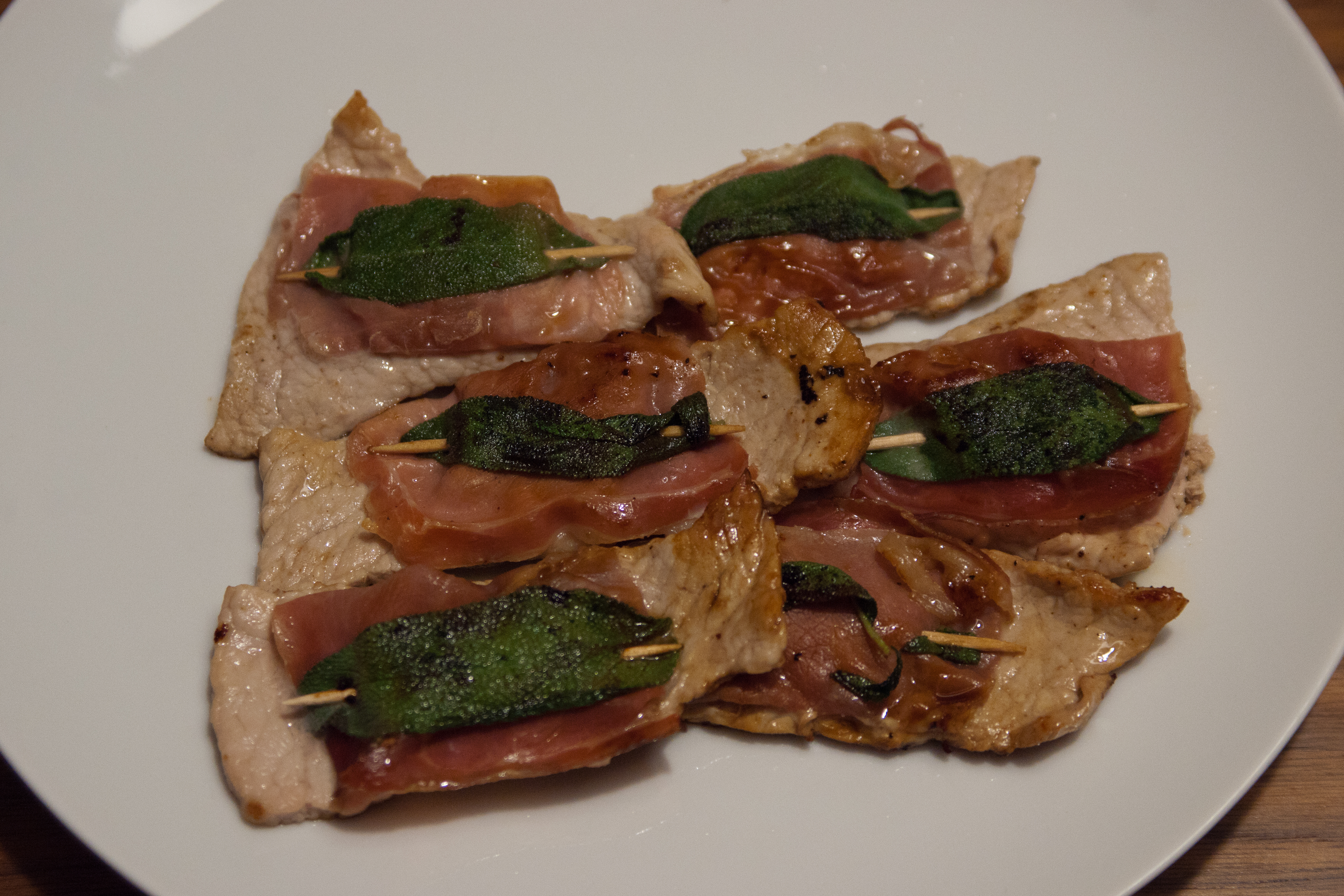
Saltimbocca

Saltimbocca (výslovnost [saltimbokka], doslova „skoč do úst“) je masitý pokrm italské kuchyně. Pochází z Brescie a současnou podobu získal koncem 19. století v Římě, rozšířil se i do ciziny (Švýcarsko, Španělsko, Řecko). 
Na tenko rozklepaný plátek telecí kotlety se osolí, opepří a sroluje do válečku spolu s listy šalvěje a pršutem nebo parmskou šunkou. Balíček se sepne párátkem a marinuje v bílém víně a olivovém oleji, pak se obalí v mouce a narychlo opeče na másle nebo na oleji. Hotová saltimbocca se podává s rýží, bramborami nebo těstovinami, plátky citrónu a rajčat a zpravidla se přelévá omáčkou, která se 
připraví tak, že se do výpeku přidá hovězí vývar, dezertní víno a kapary.
Telecí maso je možno nahradit drůbežím, vepřovým nebo hovězím masem, kromě šalvěje se někdy používá také bazalka pravá nebo artyčoky.